# Kingsville (Ontario)
Kingsville es un pueblo canadiense situado en la provincia de Ontario.

## Superficie
Kingsville tiene una superficie de 246,08 km².

## Demografía
En 2021, tenía 22 119 habitantes, una densidad poblacional de 89,9 hab./km², y 8635 viviendas.